# Bilan saison par saison du Quimper Kerfeunteun Football Club (féminines)
Cette page présente le bilan saison par saison du Quimper Kerfeunteun Football Club (ex : Stade Quimpérois).

## Historique des saisons

### Histoire de l'équipe
L'équipe féminine du Stade quimpérois est créée en 1971 alors que l'équipe masculine joue en Division 2. En 1975, les quimpéroises participent à la seconde édition du championnat féminin et termine 3ème du Groupe C derrière Bergerac et Limoges. La saison suivante, le club termine premier du groupe D mais est éliminé dès le tour suivant par l'AS Étrœungt. L'année suivante, l'équipe est de nouveau éliminé par l'AS Étrœungt, cette fois-ci au tir aux buts. Après une élimination au premier tour, l'équipe atteint à trois reprises les demi-finale, finissant 2ème du Groupe A du second tour puis à deux reprises, 3ème du Groupe B et du Groupe A, la saison suivante. Les 5 saisons suivantes, les quimpéroises passèrent le premier tour mais sans jamais passer le second tour jusqu'en 1988. Durant la saison 1987-1988, le club passe les deux premiers tours mais l'équipe est éliminé en quart de finale par le VGA Saint-Maur. Jusqu'en 1992, l'équipe joue en Division 1 mais après cela, l'équipe fait dès lors l'ascenseur entre la D1 et la D2 jusqu'en 2002. L'équipe s'effondre et les quimpéroises ratent deux saisons, remportant qu'un match en 2 ans. Au niveau régional, le renouveau de l'équipe commence, après une première place de Division d'Honneur Bretagne lors de la saison 2011-2012. Le club retrouve la D2 mais après trois saisons où l'équipe finit 8ème et à deux reprises 10ème, la création de l'équipe féminine du Stade brestois va provoquer un départ massif des joueuses quimpéroises à Brest, même l'entraîneur quitte la Cornouaille pour Brest. La saison 2015-2016 est une catastrophe, l'équipe termine dernière de sa poule en remportant aucun match, faisant un seul match nul lors de la dernière journée. Depuis cela, l'équipe quimpéroise s'est maintenu en Régional 1 sans remonter en Division 2. 

## Bilan saison par saison
Le tableau ci-dessous récapitule le parcours du Stade Quimpérois en Championnat, Coupe de France et Coupe de la Ligue depuis 1920:
| Saison                                          | Division               | E | C      | Pts | J  | G  | N | P  | BP | BC  | DB   | Phase Finale    | Affl. Moy.       | Coupe de France         |
| Football Féminin Quimper (1971-1981)            |                        |   |        |     |    |    |   |    |    |     |      |                 |                  |                         |
| 1971-1972                                       | D1 (Finistère)         | 3 | 1er    | 0   | 0  | 0  | 0 | 0  | 0  | 0   | 0    | -               | -                | Compétition inexistante |
| 1972-1973                                       | DH (Ouest)             | 2 | ?e     | 0   | 0  | 0  | 0 | 0  | 0  | 0   | 0    | -               | -                | Compétition inexistante |
| 1973-1974                                       | DH (Ouest)             | 2 | ?e     | 0   | 0  | 0  | 0 | 0  | 0  | 0   | 0    | -               | -                | Compétition inexistante |
| 1974-1975                                       | DH (Ouest)             | 2 | 1er    | 0   | 0  | 0  | 0 | 0  | 0  | 0   | 0    | -               | -                | Compétition inexistante |
| 1975-1976                                       | Division 1F (Groupe C) | 1 | 3e/4   | 3   | 3  | 1  | 1 | 1  | 4  | 5   | -1   | -               | -                | Compétition inexistante |
| 1976-1977                                       | Division 1F (Groupe D) | 1 | 1er/5  | 6   | 4  | 3  | 0 | 1  | 8  | 5   | +3   | Quart de finale | 700              | Compétition inexistante |
| 1977-1978                                       | Division 1F (Groupe D) | 1 | 1er/5  | 6   | 4  | 3  | 0 | 1  | 11 | 3   | +8   | Quart de finale | 660              | Compétition inexistante |
| 1978-1979                                       | Division 1F (Groupe A) | 1 | 4e/5   | 2   | 4  | 1  | 0 | 3  | 7  | 8   | -1   | -               | -                | Compétition inexistante |
| 1979-1980                                       | Division 1F (Ouest)    | 1 | 1er/8  | 27  | 14 | 13 | 1 | 0  | 66 | 8   | +58  | 2e (Groupe A)   | 339              | Compétition inexistante |
| Stade Quimpérois (1981-2000)                    |                        |   |        |     |    |    |   |    |    |     |      |                 |                  |                         |
| 1980-1981                                       | Division 1F (Ouest)    | 1 | 1er/8  | 27  | 14 | 13 | 1 | 0  | 61 | 7   | +54  | 3e (Groupe B)   | -                | Compétition inexistante |
| 1981-1982                                       | Division 1F (Ouest)    | 1 | 1er/8  | 27  | 14 | 13 | 1 | 0  | 44 | 11  | +33  | 3e (Groupe A)   | -                | Compétition inexistante |
| 1982-1983                                       | Division 1F (Groupe D) | 1 | 2e/6   | 16  | 10 | 7  | 1 | 2  | 18 | 7   | +11  | -               | -                | Compétition inexistante |
| 1983-1984                                       | Division 1F (Groupe B) | 1 | 2e/6   | 15  | 10 | 6  | 3 | 1  | 17 | 8   | +9   | -               | -                | Compétition inexistante |
| 1984-1985                                       | Division 1F (Groupe A) | 1 | 2e/6   | 13  | 10 | 6  | 1 | 3  | 22 | 10  | +12  | -               | -                | Compétition inexistante |
| 1985-1986                                       | Division 1F (Groupe D) | 1 | 3e/6   | 8   | 10 | 3  | 2 | 5  | 12 | 15  | -3   | -               | -                | Compétition inexistante |
| 1986-1987                                       | Division 1F (Groupe E) | 1 | 3e/8   | 16  | 14 | 5  | 6 | 3  | 20 | 14  | +6   | -               | -                | Compétition inexistante |
| 1987-1988                                       | Division 1F (Groupe C) | 1 | 2e/10  | 26  | 18 | 11 | 4 | 3  | 22 | 9   | +13  | Quart de finale | -                | Compétition inexistante |
| 1988-1989                                       | Division 1F (Groupe C) | 1 | 4e/10  | 24  | 18 | 10 | 4 | 4  | 39 | 18  | +21  | -               | -                | Compétition inexistante |
| 1989-1990                                       | Division 1F (Groupe B) | 1 | 7e/10  | 18  | 18 | 5  | 8 | 5  | 22 | 22  | 0    | -               | -                | Compétition inexistante |
| 1990-1991                                       | Division 1F (Groupe C) | 1 | 6e/10  | 18  | 18 | 7  | 4 | 7  | 34 | 25  | +9   | -               | -                | Compétition inexistante |
| 1991-1992                                       | Division 1F (Groupe C) | 1 | 5e/10  | 19  | 18 | 9  | 1 | 8  | 35 | 34  | +1   | -               | -                | Compétition inexistante |
| 1992-1993                                       | National 1B (Groupe C) | 2 | 1er/10 | 32  | 18 | 15 | 2 | 1  | 69 | 16  | +53  | Second          | -                | Compétition inexistante |
| 1993-1994                                       | National 1A            | 1 | 10e/12 | 15  | 22 | 5  | 5 | 12 | 28 | 56  | -28  | -               | -                | Compétition inexistante |
| 1994-1995                                       | National 1B (Groupe C) | 2 | 2e/10  | 22  | 18 | 11 | 0 | 7  | 41 | 26  | +15  | -               | -                | Compétition inexistante |
| 1995-1996                                       | National 1B (Groupe C) | 2 | 2e/10  | 46  | 18 | 15 | 1 | 2  | 59 | 18  | +41  | -               | -                | Compétition inexistante |
| 1996-1997                                       | National 1B (Groupe C) | 2 | 1er/10 | 44  | 18 | 14 | 2 | 2  | 51 | 20  | +31  | Second          | -                | Compétition inexistante |
| 1997-1998                                       | National 1A            | 1 | 11e/12 | 12  | 22 | 3  | 3 | 16 | 28 | 75  | -37  | -               | -                | Compétition inexistante |
| 1998-1999                                       | National 1B (Groupe C) | 2 | 1er/10 | 64  | 18 | 14 | 4 | 0  | 64 | 19  | +45  | Second          | -                | Compétition inexistante |
| 1999-2000                                       | National 1A            | 1 | 7e/12  | 48  | 22 | 7  | 5 | 10 | 32 | 45  | -13  | -               | -                | Compétition inexistante |
| Stade Quimpérois 2000 (2000-2008)               |                        |   |        |     |    |    |   |    |    |     |      |                 |                  |                         |
| 2000-2001                                       | National 1A            | 1 | 11e/12 | 30  | 22 | 2  | 2 | 18 | 34 | 89  | -55  | -               | -                |                         |
| 2001-2002                                       | National 1B (Groupe C) | 2 | 1er/10 | 60  | 18 | 13 | 3 | 2  | 40 | 11  | +29  | Second          | 300 (Ph. Finale) | Quart de finale         |
| 2002-2003                                       | Division 1             | 1 | 11e/12 | 33  | 22 | 2  | 5 | 15 | 18 | 81  | -63  | -               | 80               | 8e de finale            |
| 2003-2004                                       | Division 2 (Groupe A)  | 2 | 3e/10  | 45  | 18 | 8  | 3 | 7  | 32 | 24  | +8   | -               | 46               | Tours régionaux         |
| 2004-2005                                       | Division 2 (Groupe A)  | 2 | 6e/10  | 37  | 18 | 6  | 4 | 8  | 34 | 42  | -8   | -               | -                | Tours régionaux         |
| 2005-2006                                       | Division 2 (Groupe A)  | 2 | 10e/10 | 15  | 18 | 0  | 0 | 18 | 4  | 73  | -69  | -               | -                | Tours régionaux         |
| 2006-2007                                       | Division 3 (Groupe A)  | 3 | 10e/10 | 22  | 18 | 1  | 1 | 16 | 9  | 76  | -67  | -               | -                | Tours régionaux         |
| 2007-2008                                       | DH Bretagne            | 4 | 8e/10  | 31  | 18 | 4  | 1 | 13 | 13 | 46  | -33  | -               | -                | Tours régionaux         |
| Quimper Cornouaille Football Club (2008-2011)   |                        |   |        |     |    |    |   |    |    |     |      |                 |                  |                         |
| 2008-2009                                       | DH Bretagne            | 4 | 7e/10  | 40  | 18 | 6  | 4 | 8  | 38 | 34  | +4   | -               | -                | Tours régionaux         |
| 2009-2010                                       | DH Bretagne            | 4 | 4e/10  | 51  | 18 | 10 | 3 | 5  | 43 | 14  | +29  | -               | -                | Tours régionaux         |
| 2010-2011                                       | DH Bretagne            | 3 | 4e/6   | 26  | 10 | 5  | 1 | 4  | 27 | 18  | +9   | Troisième       | -                | 1er tour fédéral        |
| Quimper Kerfeunteun Football Club (depuis 2011) |                        |   |        |     |    |    |   |    |    |     |      |                 |                  |                         |
| 2011-2012                                       | DH Bretagne            | 3 | 1er/10 | 61  | 11 | 13 | 4 | 1  | 64 | 10  | +54  | 1er (Groupe F)  | 385 (Ph. Finale) | 1er tour fédéral        |
| 2012-2013                                       | Division 2 (Groupe B)  | 2 | 8e/12  | 47  | 22 | 7  | 4 | 11 | 30 | 42  | -12  | -               | 120              | 16e de finale           |
| 2013-2014                                       | Division 2 (Groupe B)  | 2 | 10e/12 | 41  | 22 | 5  | 4 | 13 | 27 | 57  | -30  | -               | 112              | 32e de finale           |
| 2014-2015                                       | Division 2 (Groupe B)  | 2 | 10e/12 | 40  | 22 | 6  | 0 | 16 | 24 | 40  | -16  | -               | 100              | 1er tour fédéral        |
| 2015-2016                                       | Division 2 (Groupe B)  | 2 | 12e/12 | 23  | 22 | 0  | 1 | 21 | 6  | 108 | -102 | -               | 82               | 1er tour fédéral        |
| 2016-2017                                       | DH Bretagne            | 3 | 3e/10  | 56  | 18 | 11 | 5 | 2  | 43 | 13  | +30  | -               | -                | 1er tour fédéral        |
| 2017-2018                                       | R1 Bretagne            | 3 | 5e/10  | 25  | 18 | 8  | 1 | 9  | 25 | 23  | +2   | -               | -                | 1er tour fédéral        |
| 2018-2019                                       | R1 Bretagne            | 3 | 8e/10  | 14  | 18 | 3  | 5 | 10 | 29 | 32  | -3   | -               | -                | Tours régionaux         |
| 2019-2020                                       | R1 Bretagne            | 3 | 7e/10  | 13  | 12 | 3  | 4 | 5  | 9  | 20  | -11  | -               | -                | 3e tour                 |
| 2020-2021                                       | R1 Bretagne            | 3 | 10e/10 | 3   | 4  | 1  | 0 | 3  | 5  | 8   | -3   | -               | -                | Finale régionale        |
| 2021-2022                                       | R1 Bretagne            | 3 | 4e/11  | 35  | 20 | 10 | 5 | 5  | 64 | 38  | +26  | -               | -                | 2e tour fédéral         |
| 2022-2023                                       | R1 Bretagne            | 3 | 6e/10  | 26  | 18 | 6  | 8 | 4  | 28 | 20  | +8   | -               | -                | 2e tour fédéral         |
| 2023-2024                                       | R1 Bretagne            | 4 | ?e/10  | 0   | 0  | 0  | 0 | 0  | 0  | 0   | 0    | -               | -                | A venir                 |

| Champion / vainqueur | Promu | Barrage de promotion | Finaliste / Second | Demi-finaliste / Troisième | Barrage de relégation | Relégué | Rétrogradé administrativement |